# 澤萊諾迪利斯凱
48°12′48″N 39°12′31″E / 48.21333°N 39.20861°E
澤莱諾迪利斯凯（烏克蘭語：Зеленодільське）是位於烏克蘭東部的村莊，由盧甘斯克州羅韋尼基區的安特拉齊特市鎮負責管轄。該村始建於1785年，面積3.5平方公里，海拔高度178米，2001年人口226，人口密度每平方公里64.5人。